# 教育スペシャル 母と子の教育戦線
『教育スペシャル 母と子の教育戦線』（きょういくスペシャル ははとこのきょういくせんせん）は、1981年3月2日から同年3月6日までフジテレビ系列の『ライオン奥様劇場』で放送された教養ドキュメンタリー番組。全5回。

## 概要
教育を取り巻く環境が悪化している中、当事者である教師、生徒、両親はこの問題をどう考え、どの様に対応しようとしているのか、教育問題を多角的に考える。20年に渡る『ライオン奥様劇場』シリーズで唯一の非ドラマ番組。

## 出演者
司会
- 山川千秋[2]（当時：フジテレビニュースキャスター）

レポーター
- 田丸美寿々[2]（当時：フジテレビアナウンサー）
- 木元教子[2]（当時：フジテレビニュースキャスター）

## テーマ
| 回 | 放送日 （1981年） | テーマ                       |
| -- | ----------------- | ---------------------------- |
| 1  | 3月2日            | 落ちこぼしたのは誰だ!?       |
| 2  | 3月3日            | わかる子？できる子？         |
| 3  | 3月4日            | 好きな先生・きらいな先生     |
| 4  | 3月5日            | なぜ？高校・大学に行くの!?   |
| 5  | 3月6日            | お母さんへ、教育はよみがえる |

## エピソード
- 当時の昼ドラ枠でドラマ以外の番組が放送されるのは極めて珍しく、開始前の1981年2月27日に発刊された「朝日新聞」（朝日新聞社）1981年2月27日夕刊のテレビ情報欄「TVアラカルト」には、「シャボン戦争 アワ立つ気配」と銘打ち、同日に裏の『花王 愛の劇場』枠で開始した『下町の空』と合わせて、当番組が紹介された[3]。